# Esko Saira
Esko Raimo Saira (ur. 14 czerwca 1938 w Lemi) – fiński biathlonista, dwukrotny wicemistrz olimpijski oraz brązowy medalista mistrzostw świata.

## Kariera
W 1972 roku wystartował na igrzyskach olimpijskich w Sapporo, gdzie razem z Juhanim Suutarinenem, 
Heikkim Ikolą i Maurim Röppänenem zdobył srebrny medal w sztafecie. W biegu indywidualnym zajął szóste miejsce. Brał też udział w igrzyskach olimpijskich w Innsbrucku cztery lata później, gdzie wraz z Henrikiem Flöjtem, Juhanim Suutarinenem i Heikkim Ikolą ponownie zajął drugie miejsce w sztafecie. Rywalizację indywidualną ukończył na szóstym miejscu.
W 1973 roku był dziesiąty w biegu indywidualnym podczas mistrzostw świata w Lake Placid. Jedyny medal w zawodach tego cyklu wywalczył dwa lata później, kiedy na mistrzostwach świata w Anterselvie zajął trzecie miejsce w biegu indywidualnym. W zawodach tych wyprzedzili go jedynie Heikki Ikola oraz Nikołaj Krugłow z ZSRR. Był też między innymi siódmy w sprincie na mistrzostwach świata w Anterselvie w 1976 roku. Nigdy nie wystąpił w zawodach Pucharu Świata.
Dwukrotnie był mistrzem kraju: w biegu indywidualnym w 1972 roku oraz w sprincie w 1975 roku. Ponadto dwukrotnie był mistrzem Finlandii w triathlonie (1969 i 1970).

## Osiągnięcia

### Igrzyska olimpijskie
| Rok  | Miejscowość | Konkurencje | Konkurencje | Konkurencje | Konkurencje | Konkurencje | Konkurencje | Konkurencje |
| Rok  | Miejscowość | IN          | SP          | PU          | MS          | RL          | MR          | SR          |
| ---- | ----------- | ----------- | ----------- | ----------- | ----------- | ----------- | ----------- | ----------- |
| 1972 | Sapporo     | 6.          | nd.         | nd.         | nd.         | 2.          | nd.         | –           |
| 1976 | Innsbruck   | 6.          | nd.         | nd.         | nd.         | 2.          | nd.         | –           |

### Mistrzostwa świata
| Rok  | Miejscowość | Konkurencje | Konkurencje | Konkurencje | Konkurencje | Konkurencje | Konkurencje | Konkurencje |
| Rok  | Miejscowość | IN          | SP          | PU          | MS          | RL          | MR          | SR          |
| ---- | ----------- | ----------- | ----------- | ----------- | ----------- | ----------- | ----------- | ----------- |
| 1973 | Lake Placid | 10.         | nd.         | nd.         | nd.         | –           | nd.         | –           |
| 1975 | Anterselva  | 3.          | 21.         | nd.         | nd.         | –           | nd.         | –           |
| 1976 | Anterselva  | nd.         | 7.          | nd.         | nd.         | nd.         | nd.         | –           |
| 1977 | Vingrom     | 21.         | –           | nd.         | nd.         | –           | nd.         | –           |